# Divisão N.º 18 (Saskatchewan)
A Divisão N.º 18 (por vezes chamada Northern Saskatchewan) é uma das dezoito divisões administrativas do censo da província canadense de Saskatchewan, conforme definido pela Statistics Canada. A região ocupa toda a região norte de Saskatchewan e é coincidente com o Distrito de Administração do Norte de Saskatchewan (NSAD).
A Divisão N.º 18 é a maior das dezoito divisões do censo na província, com uma área de 269.996 km2, representando 46% da área total da província (588,239 km²).
As comunidades mais populosas da Divisão N.º 18 são La Ronge e La Loche com populações de 2.743 e 2.611 respectivamente.